# Cementiri de Charonne
El cementiri de Charonne (en francès cimetière de Charonne) que està situat al quartier de Charonne (20è districte de París), és encara un dels dos darrers cementiris parisencs amb el del Calvari a contenir una església parroquial.
Aproximadament 650 tombes estan repartides sobre les 41 àrees.

## Història
Envoltant l'església Saint-Germain-de-Charonne, el cementiri de Charonne és certament tan antic com la seva església.
El petit cementiri ha escapat a les disposicions del decret del 12 de juny de 1804 que prohibeix les inhumacions al recinte de les ciutats i viles.

## Tombes cèlebres
- Quec Magloire, secretari de Robespierre
- Josette Malraux-Clotis (8 d'abril de 1910 - 12 de novembre de 1944) segona esposa d'André Malraux morta atropellada per un tren.
- Gauthier Malraux (05 novembre de 1940-23 maig 1961) i Vincent Malraux (11 març de 1943 - 23 maig 1961), fills d'André Malraux, morts junts en un accident de cotxe.
- Robert Brasillach (1909-1945), periodista col·laborador afusellat durant l'alliberament.
- L'actor Pierre Blanchar (1892-1963).
- El novel·lista Gérard Bauër (1888-1967).